# Faujour
Pour l’article ayant un titre homophone, voir Faux Jour.
Loïc Faujour, dit Faujour, est un dessinateur caricaturiste français, né à Brest le 1er janvier 1959.

## Biographie
Il fait l'école des Beaux-Arts de Rennes de 1978 à 1981. Il s'installe à Paris en 1981. Il travaille alors dans le BTP.
Il publie son premier dessin dans le fanzine Canicule, en 1989.

## Publications

### Albums
- Restons digne (éditions Bi-chro.)
- C'est juste alimentaire (éditions La Brèche)

### Illustrations
- Les petits soldats du journalisme (2003), de François Ruffin (éditions Les Arènes)
- Je n'aime pas la police de mon pays, de Maurice Rajsfus, éditions Libertalia, novembre 2012. Illustrations de Siné, Faujour et Tignous -  (ISBN 978-2918059240)
- Le chien qui voulait sauver la planète, texte de Olivier Ka, illustrations Loïc Faujour, Lire c'est partir, 2016

### Magazines
En tant que collaborateur :
- L'Anticapitaliste, anciennement Tout est à nous!
- Chien Méchant
- ZOO
- L'Humanité
- La Nouvelle Vie ouvrière
- La Grosse Bertha
- Satiricon
- Psikopat
- Siné Hebdo